# Long Sword dance

La Long Sword dance est une danse traditionnelle avec épée pratiquée surtout dans le Nord de l'Angleterre, et plus précisément dans le Yorkshire. Elle est généralement dansée aux fêtes de fin d'année et l'on pense qu'elle remonte à des rituels de fertilité des récoltes.

## Histoire
La Long Sword dance est apparentée à la danse de la rapière originaire de Northumbrie, bien qu'elle soit d'un caractère fondamentalement différent puisqu'on la pratique avec des barres de fer ou des bâtons, plutôt qu'avec des lames d'acier flexibles comme en Northumberland.
Bien qu'on pratique la Long Sword dance à travers tout le Yorkshire, ses adeptes sont plus nombreux dans l'est du Cleveland, le nord des North York Moors et les environs de Sheffield. Cecil Sharp et d'autres folkloristes du XXe siècle estiment que ces danses sont la survivance d'un rituel de fertilité des récoltes qui se tenait le lundi suivant l’Épiphanie, dit « lundi des labours » (Plough Monday) ; mais depuis d'autres chercheurs ont contesté cette hypothèse. 
Ces danses, interdites sous la dictature de Cromwell, revinrent en faveur au rétablissement de la monarchie avec le règne de Charles II.

## Interprétations
Suivant la région, l'interprétation est contrastée : lente et martiale dans le Grenoside, ou faisant alterner marche au pas et volte à Handsworth. Les variantes portent parfois sur le nombre de danseurs et les différents mouvements.
Contrairement à plusieurs autres danses traditionnelles anglaises, essentiellement interprétées par des troupes folkloriques, les Long Sword dances sont souvent encore pratiquées dans les associations villageoises : les Grenoside Sword Dancers, les Goathland Plough Stots et les Flamborough Sword Dancers à l'occasion du Boxing Day ou du « lundi des labours. »
Une compétition internationale de danse de cette nature, l’International Sword Spectacular, s’est tenue à Whitby au mois de mai 2004 puis de nouveau à York en mai 2008.

Long sword dancing
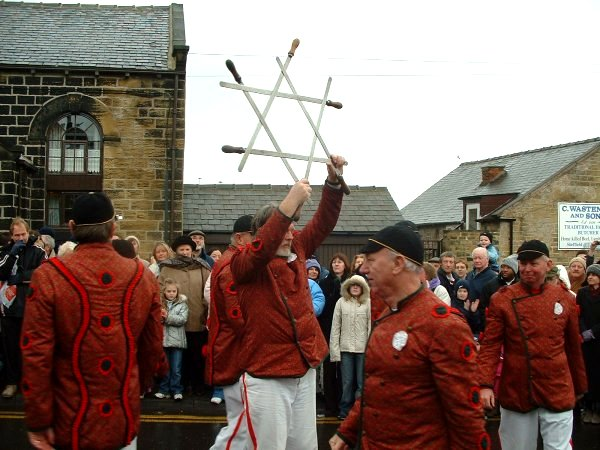
Le capitaine de la troupe du Grenoside brandit un faisceau d’épées avant de le passer autour de son cou (fêtes de noël de 2005).
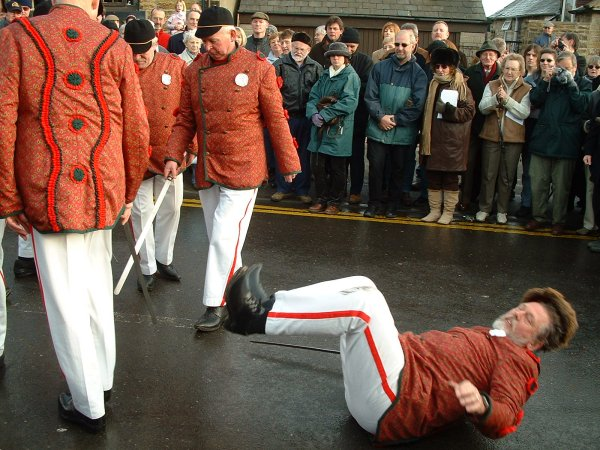
Le capitaine de la troupe du Grenoside est symboliquement décapité : les autres danseurs lèvent d'un geste leurs lames à partir de son cou (noël 2004).
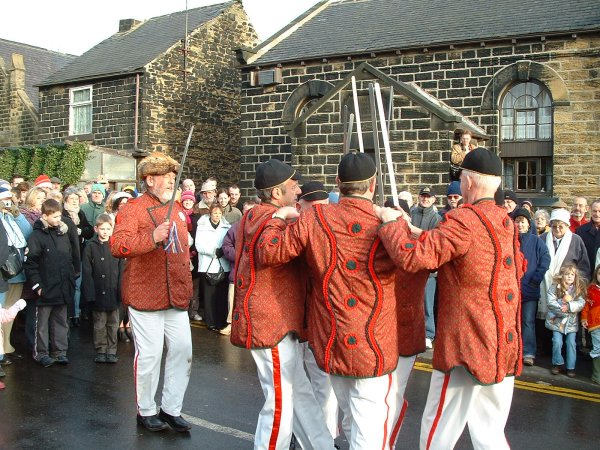
Figure finale de la Danse de l’Épée.

## Source
- Cecil Sharp, The sword dances of Northern England (part 3), Londres, Novello, 1913 (OCLC 801635200)

## Voir également
- La compétition internationale de 2004
- World Millennium Sword Spectacular
- The Sword Dance Union
- la troupe du Grenoside
- Les Newcastle Kingsmen
- Spen Valley Longsword
- Lingdale Primrose – photos d'archive, coupures de presse etc.
- Star Of Swords Sword Dance